# Calvanico
Calvanico est une commune de la province de Salerne, dans la région Campanie, en Italie.

## Administration
| Période                                  | Période  | Identité         | Étiquette | Qualité |
| ---------------------------------------- | -------- | ---------------- | --------- | ------- |
| 27 mai 2003                              | En cours | Antonio Conforti |           |         |
| Les données manquantes sont à compléter. |          |                  |           |         |

### Hameaux
Capo Calvanico, Mezzina, Pie di Calvanico.

### Communes limitrophes
Fisciano, Giffoni Sei Casali, Giffoni Valle Piana, Montoro, Serino, Solofra.

## Jumelages
Gresse-en-Vercors (France).